# کلودیو بنتی
کلودیو بنتی (انگلیسی: Claudio Benetti؛ زادهٔ ۱۶ فوریهٔ ۱۹۷۱) بازیکن فوتبال اهل آرژانتین است.
از باشگاه‌هایی که در آن بازی کرده‌است می‌توان به اف‌سی دالاس و باشگاه فوتبال بوکا جونیورز اشاره کرد.